# Віракоча (божество)

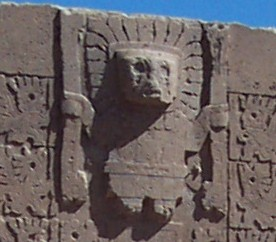
Віракоча

Віракоча (Wiraqucha) — бог-творець відповідно до вірувань андських народів. Обіймав значне місце у віруваннях цих племен до приходу іспанських конкістадорів та християнських священиків. Повне ім'я Апо Кон-Тікі Віракоча.

## Міфологія
Віракоча в міфах індіанців Андського регіону виступає творцем світу, людей, усіх живих істот. Згідно легенд на самому початку в глибині століть взагалі нічого і нікого не було, крім всемогутнього, вічно існуючого Віракочі, якого ніхто не утворював.
Віракоча жив у величезному чорному «ніщо», яке йому не сподобалося, і тому він спочатку створив світло — ясний день. Після цього він створив землю. Віракочі стало завгодно, щоб земля не була порожньою, позбавленою всього живого, тому він і створив особливий рід людей — велетнів. Втім, творець не був задоволений першими творінням. Йому здалося, що ці люди занадто великі і незграбні та зовсім некрасиві. Мало того, вони не слідували тим наказам, які дав їм мудрий творець. Тому Віракоче довелося знищити перше, «невдале» плем'я людей і перетворити їх на камені. Незабаром на скам'янілих велетнів Віракоча наслав величезний потоп, який тривав 60 днів. Під час потопу навіки зникли під водою майже всі сліди перших людей, яких Віракоча створили і від яких він сам же відрікся та знищив. За версіями в інших андських народів Віракоча залишив 2 або 8 досконалих людей.
Коли води потопу відступили і земля нарешті висохла, Віракоча продовжив своє творення. Він влаштувався в містечку, яке називалося Тіауанако, на березі озера Тітікака (згідно інших міфів на острові Тітікака, що знаходився посередині однойменного озера). Перебуваючи тут, бог створив Сонце, а потім Місяць, Венеру, а також інші планети, зірки і сузір'я. Зрештою він знову спробував створити людей. Новим поколінням людського роду Віракоча залишився задоволений. Створених чоловіків і жінок Віракоча розділив на племена і народи, визначивши, на якому місці вони повинні оселитися. Також були створені різні тварини, риби та птахи, яким призначення місце існування.
Віракоча склав також для людей закони. Найперший з них вказував на необхідність жити і почитати його, Віракочу. Слідом за цим Виракоча покинув район Тіауанако і озера Тітікака і відправився на північ. Він рухався через Анди, оглядаючи країну, населену створеними їм людьми. Як оповідають легенди індіанців, з творця він перетворився на просвітника. Віракоча вчив чоловіків і жінок корисним заняттям. Коли Віракоча залишився повністю задоволений і людьми, і тим, що він створив, він залишив Перу і на узбережжі Тихого океану занурився в морські хвилі, обіцяючи, з часом знову повернутися. Цією частиною міфа пов'язаний міфом поленізійців про героя Кон-Тікі (це частина імені віракочі), який прийшов з Південної Америки до Полінезії (в підтвердження теоріі відбувся похід Тур Геєрдала на бальсових плотах, часто використовуваних інками, через Тихий океан).
Спочатку в інкській міфології Віракоча не мав дружини та дітей. Згодом з захопленням нових земель, де поклонялися цьому божеству, міф змінився: Віракоча мав дружину Маму Кочу (океан), сина Інті та доньку Мама Кілью.

## Місце серед богів
Ім'я Віракочі було відомо всьому Перу ще в доінкську епоху. Найбільшим центром поклоніння було місто Тіауанако. Тут до тепер знаходиться один з найбільш чудових пам'ятників індіанської культури — так звані Брами сонця, витесані з однієї величезної брили андезиту і прикрашені великим фризом, в центрі якого знаходиться зображення бога. На думку багатьох дослідників, це і є Віракоча.
В інкській державі Тауантінсую Віракоча довгий час перебував на другому плані. Проте перший Сапа Інка — Інка Пачакутек — на зібраному їм знаменитому «теологічному соборі» в Коріканчі повернув Віракочі відповідне місце. У розумінні цього Пачакутека, Віракоча був деякою споконвічною ідеєю, дуже далекою як від самих людей, так і від інших богів. Він стоїть над усіма, суверенний, самостворений, що створив всіх і все навколо. Він живе один, творить і плодить інакше, ніж інші істоти. Йому не потрібна дружина. Він живе десь в недоступних для людського погляду глибинах всесвіту. Проте саме через цього такого віддаленого від людини творця і сходить на мешканців імперії благословення, здоров'я та мир.
Інки спорудили цьому божеству два храми. Перший знаходився в Куско, другий — в місті Качі. Храм Віракочи в Качі був одним з найбільших святилищ в усій імперії. Його руїни збереглися дотепер. Так, наприклад, залишилася стіна головної будівлі святилища довжиною в 90 метрів. За часів Пачакутека овальне зображення Віракочі знаходилося в центрі основного «сонячного святилища» — в Храмі Сонця в Куско.
Насаджуваний Інкою Пачакутеком культ Віракочі знову почав поширюватися під час правління останніх імператорів Тауантінсую. Втім, своїх прихильників цей культ знайшов лише у вузькому колі еліти імперії, серед відносно освіченої групи людей.